# Adam Albert von Neipperg

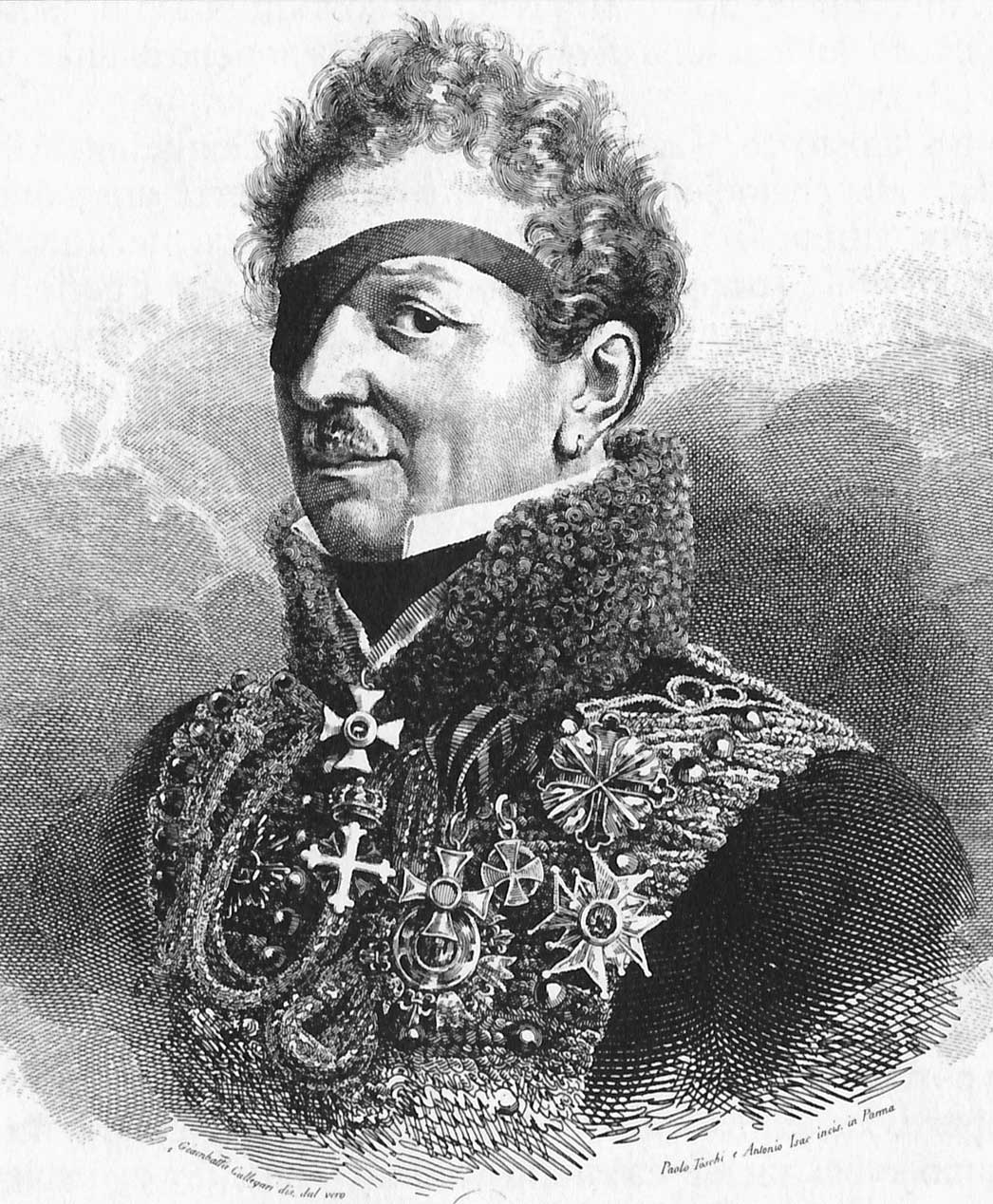
Adam Albert von Neipperg.

Adam Albert von Neipperg, född 8 april 1775 i Wien, död 22 februari 1829 i Parma, var en österrikisk greve, militär och diplomat.
Neipperg var 1811 och 1813 sändebud i Sverige, blev i juli 1814 uppvaktande hos Napoleon I:s gemål Marie Louise av Österrike och följde henne 1816 som överhovmästare till Parma. Hans förbindelse med Marie Louise legaliserades efter Napoleons död 1821 genom giftermål. Från honom stammar den furstliga ätten Montenuovo.